# Банайтис, Казимерас Викторас
Казимерас Викторас Банайтис (лит. Kazimieras Viktoras Banaitis; 5 марта 1896, с. Вайтекупяй, Сувалкская губерния, Российская империя (ныне Шакяйский район Литвы) — 25 декабря 1963, Нью-Йорк, США) — литовский композитор, дирижёр и музыкальный педагог. Профессор (1937). Руководитель Каунасской консерватории (1937—1943).

## Биография
Родился в семье Салямонаса Банайтиса, издателя, банкира и общественно-политического деятеля.
Учился в литовской школе, основанной его отцом, позже в русской гимназии, брал частные уроки музыки в 1911—1914 гг. Посещал музыкальную школу. Учился игре фортепиано (класс Е. Лопушки-Вилерзинской), теории музыки. Весной 1914 г. впервые участвовал в публичном концерте.
После начала Первой мировой войны был эвакуирован в Рославль (Смоленская губерния). Здесь в 1914—1915 гг. учился в мужской гимназии. Поступил в 1915 г. на юридический факультет Петроградского университета, но в том же году вернулся в Литву и недолго остался в Вильнюсе.
Осенью переехал в Каунас, преподавал историю, географию, латынь, немецкий и французский языки в первой литовской гимназии, основанной его отцом. Основал хор из 40 участников (1916), который с успехом выступал на родине композитора.
Продолжил обучение в Пражской консерватории, с 1922 по 1928 год изучал философию и историю искусств в Лейпцигском университете. Окончил Лейпцигскую консерваторию, где изучал композицию под руководством Зигфрида Карг-Элерта. В 1928 году вернулся в Каунас. Затем с 1933 года преподавал гармонию, теорию музыки и фортепиано в Каунасской консерватории. Профессор (с 1937). В 1937—1943 годах (с перерывом) — директор консерватории в Каунасе.
С 1944 по 1949 год жил в Германии, затем переехал в Нью-Йорк.

## Творчество
Автор ряда вокально-инструментальных пьес для хора, сольных песен.
Обработал около 500 литовских народных песен, многие из которых были опубликованы в отдельных учебниках: «Народный хор»
(1934—1935), «Народная песня для смешанного хора» (1948, Германия), «Народные песни для смешанного хора» (1950, Чикаго), «Народные песни для смешанного хора» (1951, Чикаго), «100 народных песен» (1951, Чикаго), «Aušrelė vakarinė» (1987, Вильнюс), «30 народных песен для мужского хора a cappella» (1991, Каунас) и «88 народных песен» (1993, Чикаго).
Сочинил оперу «Юрате и Каститис» (1955), две кантаты, ряд фортепианных произведений, камерную музыку и др.